# Barbara Fairchild
Barbara Fairchild (Knobel, 12 novembre 1950) è una cantautrice statunitense.

## Biografia
Nel corso della sua carriera Mandy Barnett ha accumulato sette ingressi nella Top Country Albums e trentuno nella Hot Country Songs (di cui una numero uno). Nel 2009 è stata introdotta nella Christian Music Hall of Fame.

## Discografia

### Album in studio
- 1970 – Someone Special
- 1971 – Love's Old Song
- 1972 – A Sweeter Love
- 1973 – Kid Stuff
- 1974 – Love Is a Gentle Thing
- 1974 – Standing in Your Line
- 1975 – Barbara Fairchild
- 1976 – Mississippi
- 1977 – Free and Easy
- 1979 – This Is Me!
- 1980 – Bye Bye Love (con Billy Walker)
- 1982 – The Biggest Hurt
- 1991 – The Light
- 1993 – Son in My Eyes
- 1995 – Stories
- 1995 – Hymns That Last Forever
- 1998 – Classic Country
- 1999 – Rocky Top
- 2000 – Then and Now
- 2000 – All Is Forgiven (con Roy Morris)
- 2001 – For God and Country (con Roy Morris)
- 2002 – Wings of a Dove
- 2003 – Love Never Fails (con Connie Smith e Sharon White)
- 2003 – Forever Friend
- 2006 – He Kept On Loving Me

### Raccolte
- 1978 – Greatest Hits

### Singoli
- 1969 – Love Is a Gentle Thing
- 1969 – A Woman's Hand
- 1970 – A Girl Who'll Satisfy Her Man
- 1970 – Find Out What's Happenin'
- 1971 – (Loving You Is) Sunshine
- 1971 – What Do You Do
- 1971 – Love's Old Song
- 1972 – Color My World
- 1972 – Thanks for the Mem'ries
- 1972 – The Teddy Bear Song
- 1973 – Kid Stuff
- 1974 – Baby Doll
- 1974 – Standing in Your Line
- 1974 – Little Girl Feeling
- 1975 – Let's Love While We Can
- 1975 – You've Lost That Lovin' Feelin'
- 1975 – I Just Love Being a Woman
- 1976 – Under Your Spell Again
- 1976 – Mississippi
- 1976 – Cheatin' Is
- 1977 – Let Me Love You Once Before You Go
- 1977 – For All the Right Reasons
- 1978 – The Other Side of the Morning
- 1978 – She Can't Give It Away
- 1978 – It's Sad to Go to the Funeral (of a Good Love That Has Died)
- 1982 – The Biggest Hurt
- 1986 – Just Riding Around
- 1986 – All My Cloudy Days Are Gone
- 1987 – Too Much Love
- 2006 – He Kept On Loving Me